# رودجاريغ واتانابانيت

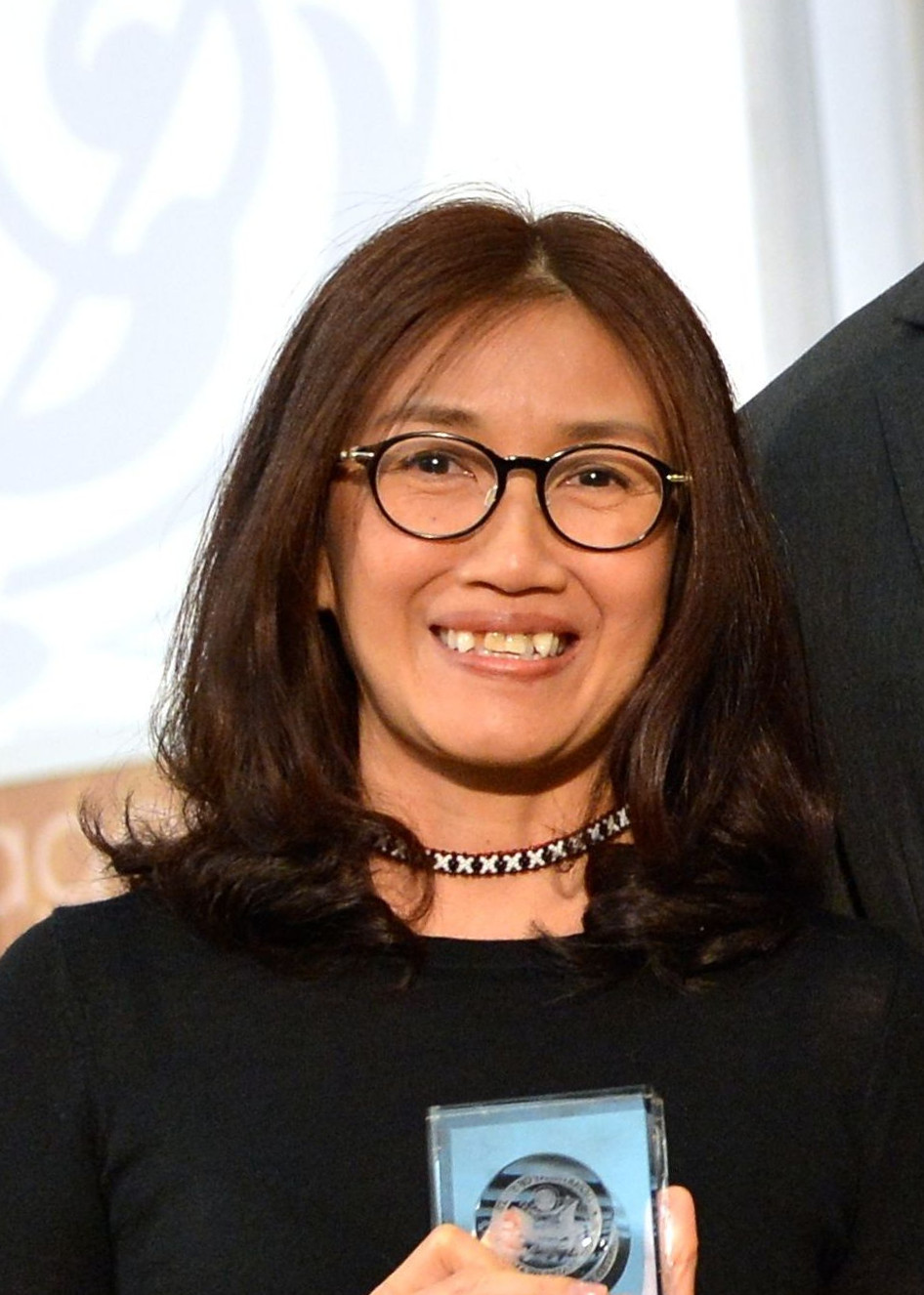
رودجاريغ واتانابانيت.

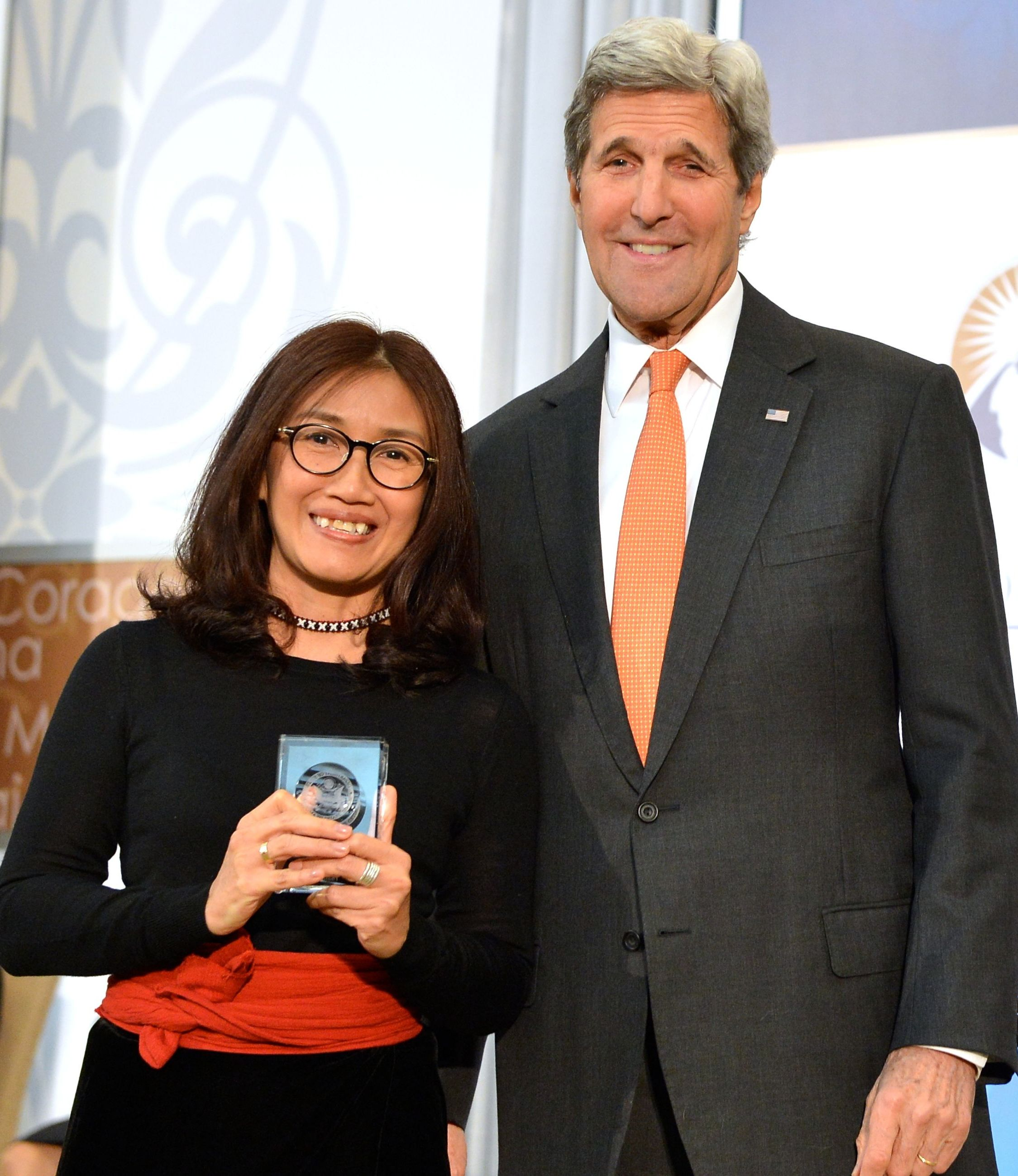
رودجاريغ واتانابانيت برفقة وزير خارجية الولايات المتحدة الأمريكية جون كيري.

رودجاريغ واتانابانيت هي امرأة تايلاندية، شاركت في تأسيس المنظمة غير الربحية "خلق الوعي وتعزيز الديمقراطية"، والتي تشجع على التبادل غير المقيد للأفكار. ولها أيضا محلان لبيع الكتب.
حصلت على جائزة أشجع امرأة دولية لعام 2016، وتعتبر أول امرأة تحصل على هذه الجائزة في التايلاند.

## حياتها
تخرجت من جامعة باياب الموجودة في تشيانغ مي بالتايلاند. وصرفت الكثير من الأموال للحفاظ على الغابات. عملت في مجموعة مجتمع دعم الغابة، وهي منظمة غير حكومية. حصلت على جائزة أشجع امرأة دولية عندما كان عمرها 49 سنة.

## عملها
في أكتوبر 2011، أطلقت واتانابانيت محل بيع كتب مع بينكايو لوانغارامسري، وهو عالم في الأنثروبولوجيا من جامعة تشيانغ مي. بعد انقلاب مايو 2014، أغلقت الحكومة أحد مكتباتها. أخدوها إلى معسكرات الجيش مرتين، أرادوا منها توقيع اتفاق عدم العمل بسبب أنشطتهم السياسية. المرة الأولى، أخدوها إلى معسكر الجيش كاويلا في تشيانغ مي، والمرة الثانية، كان للقيادة المركزية للجيش.
بعد سنة واحدة، قالت أنها فتحت مكتبة أخرى، وهو مكان للالتقاء والتحدث عن المشاكل الاجتماعية والسياسية للبلدان المجاورة.